# Zijpe (gemeente)

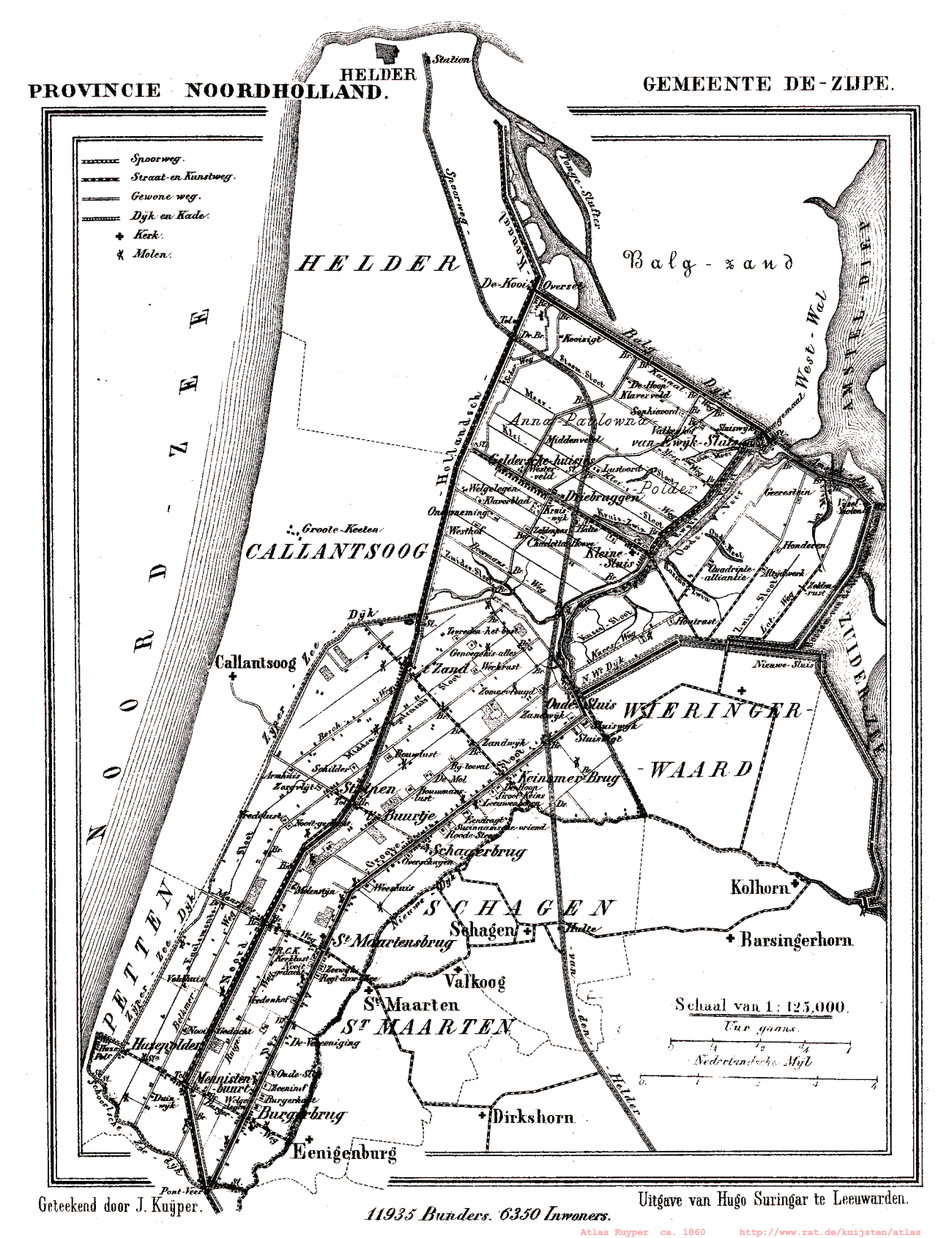
Zijpe rond 1870

Zijpe (uitspraakⓘ) is een voormalige gemeente in de kop van de Nederlandse provincie Noord-Holland. Op 1 januari 2013 is het samen met Schagen en Harenkarspel opgegaan in de nieuwe gemeente Schagen. De gemeente telde 11.568 inwoners (1 februari 2012, bron: CBS) en had een oppervlakte van 116,34 km² (waarvan 2,17 km² water). Het gemeentehuis was gevestigd in Schagerbrug.

## Ontstaan Zijpe en de gemeente
De huidige Zijpe- en Hazepolder werd in 1597 definitief ingepolderd, daarvoor was het een paar eeuwen lang een stroomgat, genaamd de Sìpe. De polder was de basis voor de uiteindelijke gemeente Zijpe. Deze was echter in eerste instantie iets kleiner dan de uiteindelijke gemeente. Het dorp Petten was tot 1929 een zelfstandige gemeente, daarna ging het op in de gemeente Zijpe. En de gemeente Callantsoog, die gevormd werd door Callantsoog, Abbestede en Groote Keeten, was tot en met 1989 een zelfstandige gemeente, daarna voegde het zich bij gemeente Zijpe. Tot 1 augustus 1870 was ook de eerder drooggelegde Anna Paulownapolder onderdeel van de gemeente Zijpe, maar deze werd daarna een zelfstandige gemeente.

## Politiek
Het laatste college van burgemeester en wethouders van Zijpe bestond uit:
- Burgemeester: Marian Dekker (PvdA)
- Wethouders:
  - P.C. (Piet) Morsch (BKV)
  - B. (Ben) Blonk (PvdA)
  - P.J. (Piet) Marees (VVD)
- Secretaris: A. Idema

De gemeenteraad telde 15 zetels en bestond uit:
- Burger Kiesvereniging (BKV) 4 zetels
- PvdA 3 zetels
- CDA 3 zetels
- VVD 3 zetels
- Natuurlijk Zijpe (NZ) 2 zetels

## Plaatsen binnen de gemeente
Plaatsen die binnen de voormalige gemeente Zijpe lagen.
Dorpen/Gehuchten:
- 't Zand
- Abbestede
- Burgerbrug
- Burgervlotbrug
- Callantsoog
- De Stolpen
- Groote Keeten
- Oudesluis
- Petten
- Schagerbrug (gemeentehuis)
- Sint Maartensbrug
- Sint Maartensvlotbrug
- Sint Maartenszee

Buurtschappen:
- 't Buurtje
- Het Korfwater
- Keinsmerbrug
- Leihoek
- Mennonietenbuurt
- Stolpervlotbrug
- Zijpersluis

## Aangrenzende gemeenten
| Aangrenzende gemeenten           | Aangrenzende gemeenten           | Aangrenzende gemeenten                           | Aangrenzende gemeenten | Aangrenzende gemeenten                               |
| -------------------------------- | -------------------------------- | ------------------------------------------------ | ---------------------- | ---------------------------------------------------- |
| Den Helder (tot 1870, 1990-2012) |                                  | Anna Paulowna (1870-2011), Hollands Kroon (2012) |                        | Wieringerwaard (tot 1970), Barsingerhorn (1970-1989) |
|                                  |                                  |                                                  |                        |                                                      |
| Callantsoog (tot 1990)           | Schagen; Sint Maarten (tot 1990) |                                                  |                        |                                                      |
|                                  |                                  |                                                  |                        |                                                      |
| Petten (tot 1929)                |                                  | Schoorl (tot 2001), Bergen (2001-2012)           |                        | Warmenhuizen (tot 1990), Harenkarspel (1990-2012)    |

## Geboren in Zijpe
- Jan Bronner (1881-1972), beeldhouwer en tekenaar